# Pegesimallus fusticulus
Pegesimallus fusticulus är en tvåvingeart som beskrevs av Jason Gilbert Hayden Londt 1980. Pegesimallus fusticulus ingår i släktet Pegesimallus och familjen rovflugor. Inga underarter finns listade i Catalogue of Life.